# José Pereira de Faro
José Pereira de Faro, terceiro barão do Rio Bonito (Barra do Piraí, 6 de março de 1832 — Nova Friburgo, 1 de fevereiro de 1899) foi um nobre e político brasileiro.